# Khangarid
El Khangarid fue un equipo de fútbol de Mongolia que jugó en la Liga de Fútbol de Mongolia, la máxima categoría de fútbol en el país.

## Historia
Fue fundado en el año 1996 en la ciudad de Erdenet y ha conseguido ser campeón de liga en 4 ocasiones y han ganado el título de copa en 7 ocasiones, siendo uno de los clubes más ganadores del país desde la reforma al fútbol en Mongolia en 1996.
En 2016 el IT Group compra la licencia del club y desaparece para dar paso al Ulaanbaatar City FC en la temporada 2017.

## Palmarés
- Mongolia Premier League: (4)[6]

2001, 2003, 2004, 2010
- Copa de Mongolia: (7)[1]

2002, 2003, 2004, 2007, 2013,